# Coro
Santa Ana de Coro is een stad in Venezuela, met 215.000 inwoners. In 1527 werd de stad gesticht door de Spanjaard Juan Martín de Ampiés, onder de naam Santa Ana de Coro. Het is de oudste stad in het westen van Venezuela, en de eerste stad waar de eerste Europese nederzetting in Latijns-Amerika officieel de status van stad kreeg. In de eerste jaren van het koloniale tijdperk was Coro de hoofdstad van de provincie Venezuela. Coro was ook het eerste bisdom van Venezuela. Tegenwoordig is het de hoofdstad van de gemeente Miranda en van de staat Falcón.
Vanwege enkele kerken en villa's uit de koloniale tijd die in het oude centrum bewaard zijn gebleven (zoals de kathedraal uit de 16e eeuw en het Arcaya-Huis) werd de oude binnenstad Coro in 1993 door UNESCO tot Werelderfgoed verklaard. Enkele straten zijn geplaveid met kinderkopjes. In het noordoosten grenst de stad aan “los Médanos de Coro” (de Duinen van Coro): een groot gebied van zandduinen, dat zich uitstrekt tot aan de Caraïbische Zee.
Santa Ana de Coro is een belangrijk handelscentrum voor de regio. Met name de winning van olie is een belangrijke vorm van industrie. Daarnaast is Coro met name een belangrijk dienstencentrum.
- Biblioteca Nacional de España: XX454534
- Gemeinsame Normdatei: 4241063-0
- Library of Congress Control Number: n79034884
- National Archives and Records Administration: 10037885
- Nationale Bibliotheek van Israël: 987007559530905171
- Système universitaire de documentation: 02725092X
- Virtual International Authority File: 127652941
- WorldCat: E39PBJyrVhHFv63hmKK7Cjmjmd

Ciudad Universitaria de Caracas · Coro en zijn Haven · Nationaal park Canaima